# راکیش روشن
راکش روشن لال نگرات (به انگلیسی: Rakesh Roshan Lal Nagrath) (به هندی: राकेश रोशन) که بیشتر با اسم «راکش روشن» شناخته می‌شود تهیه‌کننده، کارگردان و بازیگر سینمای هند است
در تاریخ ۶ سپتامبر ۱۹۴۹ در شهر بمبئی زاده شد. وی به ایفای نقش قهرمانان بزرگ در دهه‌های ۱۹۷۰ تا ۱۹۹۰ میلادی مشهور است و در ۸۴ فیلم سینمایی بازی کرده‌است. پس از آن شهرتش به این علت بیشتر شد که فیلم‌هایی را کارگردانی می‌کند از جمله کاران آرجون که همگی با حرف «K» شروع می‌شوند.
راکش روشن پدر هریتک روشن بازیگر مشهور هندی است.
او به عنوان بازیگر در فیلم‌های مست، دیوانه‌ی تو، برای سرگرمی، لذت آشرام، پدربزرگ خدا، انسان بیدار، جریان زندگی، وکیل بابو، تهاجم، چشم‌نواز، آواز، فراموش نکن، گلوله، خدا، ثروتمند، ریاکار و پول دزدی بازی کرده‌است.